# 全国高等学校野球選手権西奥羽大会
全国高等学校野球選手権西奥羽大会（ぜんこくこうとうがっこうやきゅうせんしゅけんにしおううたいかい）は、1959年（第41回）から1972年（第54回）まで行われた全国高等学校野球選手権大会の地方大会で秋田県と山形県を対象とした大会である。

## 概要・歴史
1959年（第41回）から東北地方は3県対象から複数県対象に移行し結果奥羽大会が解体され東北大会が再編され前者に属していた秋田県と後者に属していた山形県が統合されて発足した。
1974年（第56回）から秋田県は岩手県の1県1代表参加により消滅した北奥羽大会の編成県だった青森県と奥羽大会を復活。山形県は1県1代表参加のため離脱した福島県に代わり東北大会に再び合流。これにより1972年（第54回）が最後の大会となり消滅している。

## 大会結果
| 年度（大会）     | 優勝校（代表校） | 決勝スコア | 準優勝校       |
| ---------------- | ---------------- | ---------- | -------------- |
| 1959年（第41回） | 新庄北（山形）   | 4 - 1      | 金足農（秋田） |
| 1960年（第42回） | 秋田商（秋田）   | 6 - 0      | 金足農（秋田） |
| 1961年（第43回） | 秋田商（秋田）   | 2 - 1      | 秋田（秋田）   |
| 1962年（第44回） | 山形商（山形）   | 3 - 2      | 大曲農（秋田） |
| 1964年（第46回） | 秋田工（秋田）   | 3 - 2      | 能代（秋田）   |
| 1965年（第47回） | 秋田（秋田）     | 4 - 2      | 秋田商（秋田） |
| 1966年（第48回） | 秋田（秋田）     | 2 - 1      | 秋田工（秋田） |
| 1967年（第49回） | 本荘（秋田）     | 2 - 1      | 秋田商（秋田） |
| 1969年（第51回） | 横手（秋田）     | 7 - 0      | 秋田商（秋田） |
| 1970年（第52回） | 秋田商（秋田）   | 4 - 2      | 山形東（山形） |
| 1971年（第53回） | 秋田市立（秋田） | 9 - 1      | 金足農（秋田） |
| 1972年（第54回） | 秋田市立（秋田） | 5 - 3      | 酒田商（山形） |